# Хардкор-хип-хоп
Хардкор-хип-хоп (англ. Hardcore hip hop), также известный как хардкор-рэп (англ. Hardcore rap) — жанр хип-хоп-музыки, который характеризуется конфронтацией и агрессией, будь то в лирике или музыке (жёсткий и драйвовый ритм, шумное семплирование и продакшн), или любое их сочетание. Хардкор-рэп, как правило, жёсткий, уличный, напористый и часто угрожающий (хотя последнее не всегда так; здесь есть место и для юмора и для задора).
Этот жанр зародился на хип-хоп-сцене Восточного побережья в 1980-х годах. Первопроходцами жанра были такие артисты, как Run-D.M.C., Schoolly D, Boogie Down Productions и Public Enemy. В 2005 году рэп-группа Run-D.M.C. была отмечена музыкальными экспертами как «первая хардкор-рэп-группа» за сингл «It’s Like That» (1983).

## История
Музыкальные эксперты считают, что Run-D.M.C. является первой хардкор-рэп-группой. Их песня «It’s Like That» (1983)  считается первой рэп-песней, записанной в жанре хардкор-рэп, и в стиле ньюскул. Другими ранними артистами, принявшими агрессивный стиль, были Schoolly D в Филадельфии и Too $hort в Окленде. В конце 80-х на Восточном побережье артисты начали отходить от рифм для вечеринок и хвастанья своими навыками микрофона; их музыка и язык стали отражать суровую городскую среду, в которой они обычно создавались. Такие артисты, как Boogie Down Productions и Ice-T, писали тексты песен, основанные на подробных наблюдениях за уличной жизнью; в то время как хаотичные звуковые коллажи Public Enemy устанавливали новые стандарты для продакшена, а N.W.A. прославлял мрачность гетто и гангстерский образ жизни с чрезмерным мужским превосходством над женщинами.
В начале 1990-х годов хардкор-рэп был по сути синонимом гангста-рэпа Западного побережья, пока в 1993 году на Восточном побережье не появилась группа Wu-Tang Clan, чьи скупые, минималистичные биты и навязчивые струнные и фортепианные семплы стали широко имитируемым стилем. Хардкор-рэп стал самым популярным стилем хип-хопа во второй половине 90-х годов. Его тематика теперь представляла собой смесь гимнов вечеринок, гангстерских денег/секса/насилия и комментариев на социальные темы. Такие артисты из Нью-Йорка, как The Notorious B.I.G., DMX и Jay-Z, стали суперзвёздами, продающими платиновые записи. А такие как Onyx, DMX и M.O.P. включили крики в свои тексты.

## Характеристики
Гангста-рэп был связан со стилем; однако, не весь хардкор-хип-хоп вращается вокруг «гангстерских» лирических тем, несмотря на значительное совпадение, особенно у хардкор-рэперов 1990-х годов. Хардкор-хип-хоп характеризуется агрессией и конфронтацией и обычно описывает насилие или гнев. Рассел Поттер писал, что, хотя хардкор-рэп был связан с «монолитным гангстерским мировоззрением» в СМИ, хардкор-рэперы «претендовали на самые разные темы».